# Salsera

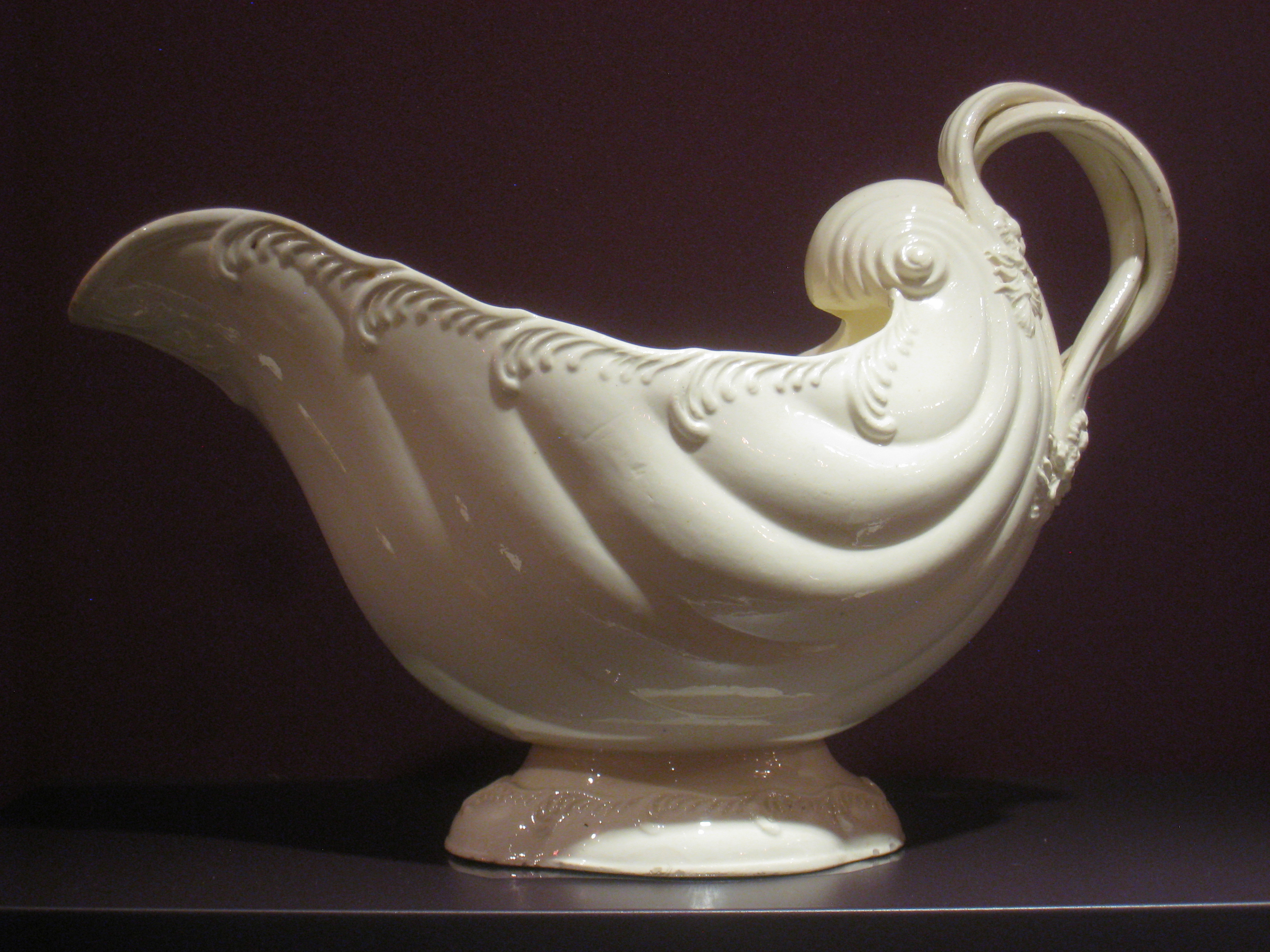
Salsera de loza fabricada en Leeds (Yorkshire), hacia 1770-80.

La salsera es un recipiente utilizado en la cocina occidental para servir las salsas; es un elemento de la vajilla, preferentemente de cerámica, porcelana o metal (a partir del siglo XX de acero inoxidable). 

Por su forma es similar a una pequeña jarra de emboque y cuerpo ovales, con un asa en un extremo y una boca muy pronunciada en el otro; hay ejemplares con dos asas a cada lado y dos bocas en extremos opuestos. Con frecuencia, la salsera se presenta sobre un platillo, para evitar que la salsa gotee, y acompañada de una cuchara para servir. En la mesa se coloca generalmente en el centro, donde es accesible a todos los comensales.
 En su origen, eran habituales los ejemplares zoomorfos, es decir con formas animales. Puede encontrarse nombrada también como "salsero" o "salseruelo".

## Historia
Desde la antigüedad se han identificado vasijas como recipientes destinados a contener salsas. A partir del siglo XVII, su uso se generalizó en las vajillas cortesanas europeas francesa: salseras de plata, con dos asas y dos emboques o picos, como parte de la parafernalia de la nouvelle cuisine, desde 1690. Esta moda francesa tuvo una gran influencia en la Inglaterra del siglo XVIII, donde originalmente fueron fabricadas en plata y, a partir de la década de 1740, en porcelana.
Las salseras se convirtieron en un objeto habitual en las fábricas de porcelana inglesas (Bow, Chelsea, Limehouse, Lunds Bristol y Worcester) porque, al parecer, las que se exportaban de China resultaban anodinas.
Durante la segunda mitad del siglo XVIII, los elaborados diseños de las primeras salseras se simplificaron en respuesta al creciente mercado de la emergente clase media. Paralelamente aumentó la producción cerámica, en tanto que disminuía la de plata. La industrialización de la loza fina, desarrollada por los hermanos Wedgwood, consiguió que la salsera pasase a formar parte de las "vajillas completas".